# Euxoa bogdanovi
Euxoa bogdanovi là một loài bướm đêm thuộc họ Noctuidae. Loài này có ở Xibia và Mông Cổn steppes cũng như Turkestan, ở đó nó was first discovered.